# İrfan Yay
İrfan Yay (* 1926 in Izmir) ist ein türkischer ehemaliger Generalleutnant des Heeres (Türk Kara Kuvvetleri).

## Leben
Yay begann nach dem Schulbesuch eine Offiziersausbildung an der Heeresschule (Kara Harp Okulu), die er 1946 als Fähnrich (Asteğmen) der Panzertruppe abschloss. In den folgenden zwanzig Jahren fand er Verwendung als Offizier und nach Abschluss der Heeresakademie (Kara Harp Akademisi) als Stabsoffizier in Heereseinheiten. Nach der Rückkehr von einem Lehrgang für Stabsoffiziere bei der Bundeswehr wurde er 1967 Leiter des Referats Organisation und Kader in der Unterabteilung Organisationsausbildung im Hauptquartier des Heeres und danach 1969 Kommandeur des zur 3. Gepanzerten Kavalleriedivision gehörenden 2. Gepanzerten Kavallerieregiments in Süloğlu sowie Leiter des Referats Operationsausbildung des in Erzurum stationierten IX. Korps. Im Anschluss wurde er 1972 Chef des Stabes der 51. Division in Dumlu sowie 1973 Chef des Stabes des IX. Korps.
Nach seiner Beförderung zum Brigadegeneral (Tuğgeneral) wurde Yay 1974 Kommandeur der 1. Panzerbrigade (1. Zırhlı Tugayı) in Hadımköy. 1978 wurde er zum Generalmajor (Tümgeneral) befördert und übernahm als Nachfolger von Generalmajor Ragıp Uluğbay den Posten als Kommandant der Heeresschule. Diesen Posten bekleidete er vier Jahre lang bis zu seiner Ablösung durch Generalmajor Fikret Küpeli 1982.
Nachdem Yay 1982 zum Generalleutnant (Korgeneral) befördert worden war, wurde er Kommandierender General des IX. Korps (IX. Kolordu) in Erzurum. Zuletzt wurde er am 23. August 1984 Kommandeur des Zentralen Kartografiekommandos (Harita Genel Komutanlığı) und verblieb auf diesem Posten bis zu seiner Versetzung in den Ruhestand im August 1986. Er ist verheiratet und Vater zweier Kinder.

## Weblink
- Eintrag in Kim Kimdir? (Seitenaufruf am 11. September 2016)